# 15 cm sFH 02
L'obice 15 cm schwere Feldhaubitze M. 02 da 150 mm era un pezzo di artiglieria pesante campale entrato in servizio nel 1903, sviluppato dall'Esercito tedesco per equipaggiare la riserva d'artiglieria dei corpi d'armata.
All'inizio della prima guerra mondiale il sFH 02 dimostrò una notevole potenza di fuoco e, insieme all'obice leggero 10,5 cm FH 98/09, diede un importante supporto all'avanzata delle truppe tedesche nella fase iniziale della prima guerra mondiale. Ancor prima dell'inizio del conflitto era stata già sviluppata una nuova versione migliorata, designata 15 cm sFH 13, che progressivamente divenne l'obice pesante principale dell'esercito tedesco durante la Grande Guerra.

## Storia
L'obice pesante da 15 cm sFH 02 fu il primo pezzo d'artiglieria dell'esercito tedesco ad essere dotato di un moderno sistema di rinculo idro-pneumatico che favoriva la stabilità e la precisione del tiro. All'inizio della prima guerra mondiale, questo obice, entrato in servizio nel 1903, equipaggiava il battaglione di artiglieria pesante assegnato in rinforzo ad ogni corpo d'armata tedesco. Ogni battaglione era costituito da 16 obici sFH 02. In totale 416 pezzi erano in servizio all'inizio del conflitto. La sua notevole mobilità, che consentiva di impiegarlo accanto all'artiglieria media, e la potenza dei suoi proiettili diedero un vantaggio di potenza di fuoco all'esercito tedesco nelle prime battaglie in Belgio e Francia nell'estate 1914.
Nella fase iniziale della guerra gli eserciti alleati mancavano di obici moderni in grado di competere con l'artiglieria pesante tedesca; i britannici dovettero impiegare gli obici BL 6-inch 30 cwt howitzer, residuati dalla seconda guerra boera, che erano ancora disponibili mentre i francesi avevano l'obice Rimailho CTR 155 mm che, introdotto nel 1906, era pesante e doveva essere trasportato diviso in due parti.
Durante le prime battaglie sul fronte occidentale gli obici pesanti da 15 cm e quelli leggeri da 10,5 cm fornirono una notevole potenza di fuoco ai corpi d'armata tedeschi e permisero l'effettuazione di bombardamenti preliminari con tiro indiretto contro le linee nemiche e le posizioni fortificate. Questa artiglieria era temuta dagli avversari; i francesi soprannominarono i pezzi dell'artiglieria pesante tedesca, Marmites (pentola a pressione), mentre i britannici li conoscevano come i "Jack Johnsons".
L'obice pesante sFH 02 da 15 cm rimase in servizio con l'esercito tedesco fino al termine della guerra mondiale, ma venne progressivamente sostituito nei reparti di artiglieria di prima linea da un nuovo pezzo più moderno, entrato in produzione fin dal 1913, lo 15 cm sFH 13, che divenne l'obice pesante più importante e potente dell'arsenale tedesco nella seconda metà del conflitto.